# Mesarmadillo montanus
Mesarmadillo montanus är en kräftdjursart som först beskrevs av Karl Wilhelm Verhoeff1942.  Mesarmadillo montanus ingår i släktet Mesarmadillo och familjen Eubelidae. Inga underarter finns listade i Catalogue of Life.